# الورث (تشيشير)
الورث (بالإنجليزية: Elworth)‏ هي قرية تقع في المملكة المتحدة في شمال غرب إنجلترا.